# Hivange
Hivange (en luxemburguès: Héiweng; en alemany: Hivingen) és una vila del municipi de Garnich del districte de Luxemburg al cantó de Capellen. Està a uns 14 km de distància de la Ciutat de Luxemburg.